# Bengt von Törne
Bengt Axel von Törne, född 22 november 1891 i Helsingfors, död där 4 maj 1967, var en finlandssvensk tonsättare, konstexpert och essäist. 

## Biografi
von Törne blev kompositionselev till Jean Sibelius på 1910-talet och skrev en bok om sin lärare. (Sibelius: a close-up. Publicerad i London.) Han översatte den själv till svenska, och den kom ut under titeln "Sibelius i närbild och samtal" (1955). Bland hans kompositioner märks flera symfonier och ett antal kammarmusikverk.
Bengt von Törne kom att resa mycket runtom i Europa och bodde också i flera huvudstäder och på olika andra platser för att hämta intryck till sina prisbelönta essäböcker. Hans bror var professorn i historia vid Åbo Akademi Per Olof von Törne. Båda bröderna besatt stor bildning och båda hade det italienska renässansidealet uomo universale (den universella människan) som eftersträvansvärt mål.
von Törne promoverades till filosofie hedersdoktor vid Helsingfors universitet 1962. Han tilldelades ett pris av Svenska Akademien 1965.